# Léon Louyet
Léon Louyet (Loos-en-Gohelle, Pas de Calais, França, 7 de juliol de 1906 – Charleroi, 19 de maig de 1973) va ser un ciclista belga que va córrer entre 1930 i 1939. En el seu palmarès destaca la Volta a Bèlgica de 1932 i dues etapes del Tour de França de 1933.

## Palmarès
- 1931
  -  Campió de Bèlgica de la categoria independents
  - 1r a la Volta a Bèlgica independents
- 1932
  - 1r a la Volta a Bèlgica i vencedor de 2 etapes
- 1933
  - 1r a la París-Poitiers
  - 1r a la París-Vichy
  - Vencedor de 2 etapes al Tour de França
- 1934
  - Vencedor d'una etapa al Tour de l'Oest
- 1936
  - Vencedor d'una etapa de la París-Niça

### Resultats al Tour de França
- 1933. 32è de la classificació general. Vencedor de 2 etapes

### Resultats a la Volta a Espanya
- 1935. Abandona (7a etapa)[3]